# Steve De Ridder
Pour les articles homonymes, voir De Ridder.
Steve De Ridder, né le 25 février 1987 à Gand en Belgique, est un footballeur belge qui joue au poste d'attaquant.

## Biographie
Le 22 juillet 2011, il quitte De Graafschap pour le club anglais de Southampton où il signe un contrat de trois ans.
Le 1er août 2013 il rejoint le Football Club Utrecht.
Le 5 juin 2015, il est prêté au SV Zulte Waregem par le FC Copenhague.

## Palmarès
De Graafschap
- Eerste divisie (1) : 2010

 Southampton
- Vice-champion du Championnat d'Angleterre D2 : 2012

 FC Copenhague
- Vainqueur de la Coupe du Danemark : 2015